# Oxira ferruginea
Oxira ferruginea là một loài bướm đêm trong họ Noctuidae.